# Рудрасена II
Рудрасена II — сакський правитель з династії Західні Кшатрапи.